# Styrax rotundatus
Styrax rotundatus är en storaxväxtart som först beskrevs av Janet Russell Perkins, och fick sitt nu gällande namn av P.W.Fritsch. Styrax rotundatus ingår i släktet Styrax och familjen storaxväxter. Inga underarter finns listade i Catalogue of Life.